# Haitimarkboa
Haitimarkboa (Tropidophis haetianus) är en ormart som beskrevs av Cope 1879. Haitimarkboan ingår i släktet Tropidophis, och familjen Tropidophiidae.

## Underarter
Arten delas in i följande underarter:
- T. h. haetianus
- T. h. hemerus
- T. h. jamaicensis
- T. h. stejnegeri
- T. h. stullae
- T. h. tiburonensis

## Utbredning
Haitimarkboan finns som namnet antyder på Haiti men också på Dominikanska republiken, Kuba och Jamaica.